# Fernando Navarro Morán
Fernando Navarro Morán (ou Fernando Navarro), né le 18 avril 1989 à Mexico, est un footballeur international mexicain évoluant comme ailier au milieu de terrain. Il est l'un des deux buteurs de la finale aller de la Ligue des Champions de la CONCACAF 2009 qui ont permis à son club du CF Atlante de remporter le trophée continental (2-0; 0-0).

## Biographie
Il fait ses débuts en football au CECAP y Pumitas puis à Tecamachalco (en seconde division) avant de rejoindre en 2008 le club du CF Atlante et d'y faire ses débuts professionnels le 1er mars 2008.  Très vite, il devient un joueur important du club. Participant à la Ligue des Champions de la CONCACAF 2009, il remporte son premier titre tout en marquant un but dans la finale aller contre l'autre club mexicain du CD Cruz Azul.

## Palmarès
- Vainqueur de la Ligue des Champions de la CONCACAF 2009.